# Arena Pernambuco
Az Estádio Governador Carlos Wilson Rocha de Queirós Campos stadion, vagy közismertebb nevén az Itaipava Arena Pernambuco egy többcélú sportlétesítmény Brazíliában, Recife városban. A stadion 2013. május 22-én nyitotta meg kapuit. A létesítmény többnyire futballmeccseknek ad otthont, többek közt a 2014-es labdarúgó-világbajnokságon rendezett meccseknek is. A stadion energiaellátását napelemek biztosítják, melyek teljesítménye 6000 háztartás energiaszükségleteinek fedezésére elegendő.

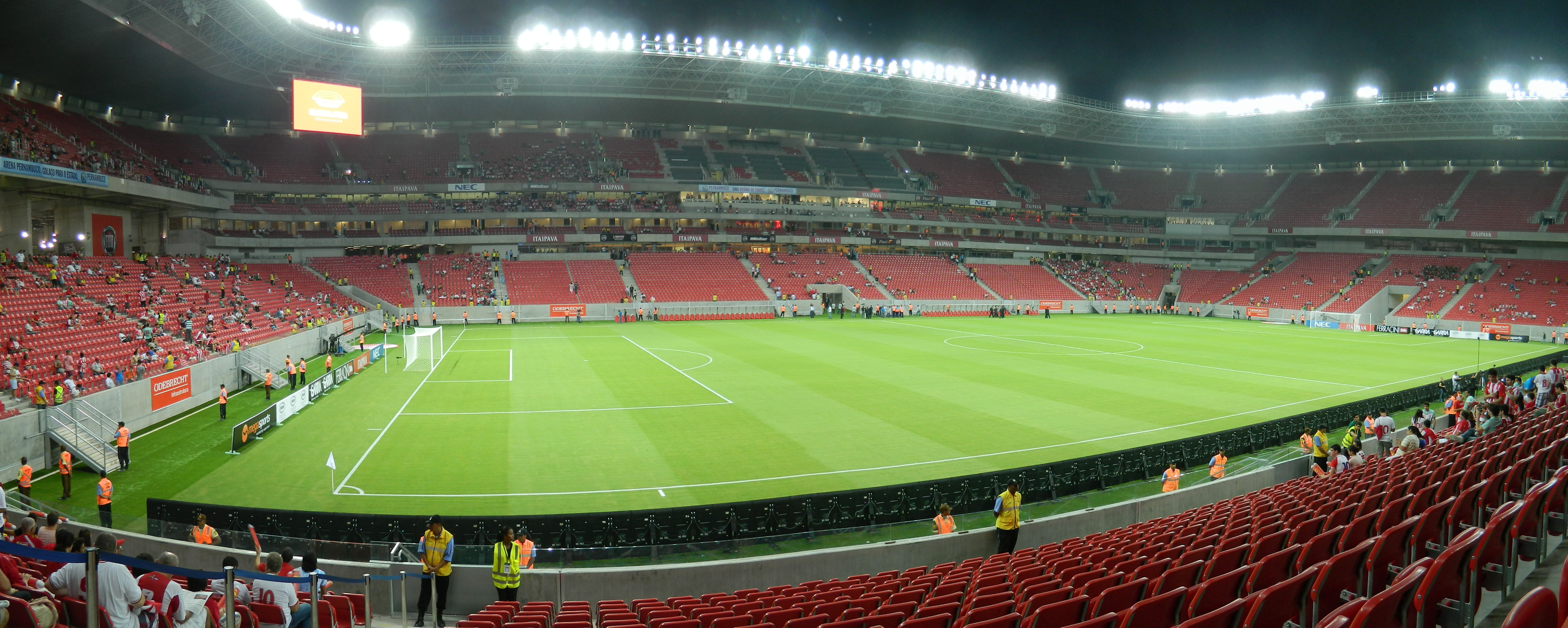
Az Arena Pernambuco stadion belső tere

## 2014-es labdarúgó-világbajnokság
| Dátum            | Idő (UTC-04) | Csapat #1        | Eredmény     | Csapat #2   | Csoportkör   | Nézőszám |
| ---------------- | ------------ | ---------------- | ------------ | ----------- | ------------ | -------- |
| 2014. június 14. | 22:00        | Elefántcsontpart | 2–1          | Japán       | C csoport    | 40 267   |
| 2014. június 20. | 13:00        | Olaszország      | 0–1          | Costa Rica  | D csoport    | 40 285   |
| 2014. június 23. | 17:00        | Horvátország     | 1–3          | Mexikó      | A csoport    | 41 212   |
| 2014. június 26. | 13:00        | Egyesült Államok | 0–1          | Németország | C csoport    | 41 876   |
| 2014. június 29. | 17:00        | Costa Rica       | 1–1 (t. 5–3) | Görögország | Nyolcaddöntő | 41 242   |